# Jugoslavia ai XIV Giochi olimpici invernali
La Jugoslavia partecipò ai XIV Giochi olimpici invernali, svoltisi a Sarajevo, Jugoslavia, dall'8 al 19 febbraio 1984, con una delegazione di 72 atleti impegnati in dieci discipline.